# Хмельницкий, Рафаил Павлович
Рафаил Павлович Хмельницкий (27 сентября 1898 — 9 января 1964) — советский военный деятель, командир 34-го стрелкового корпуса Северо-Кавказского военного округа, многолетний ближайший сотрудник К. Е. Ворошилова, генерал-лейтенант (1940).

## Биография

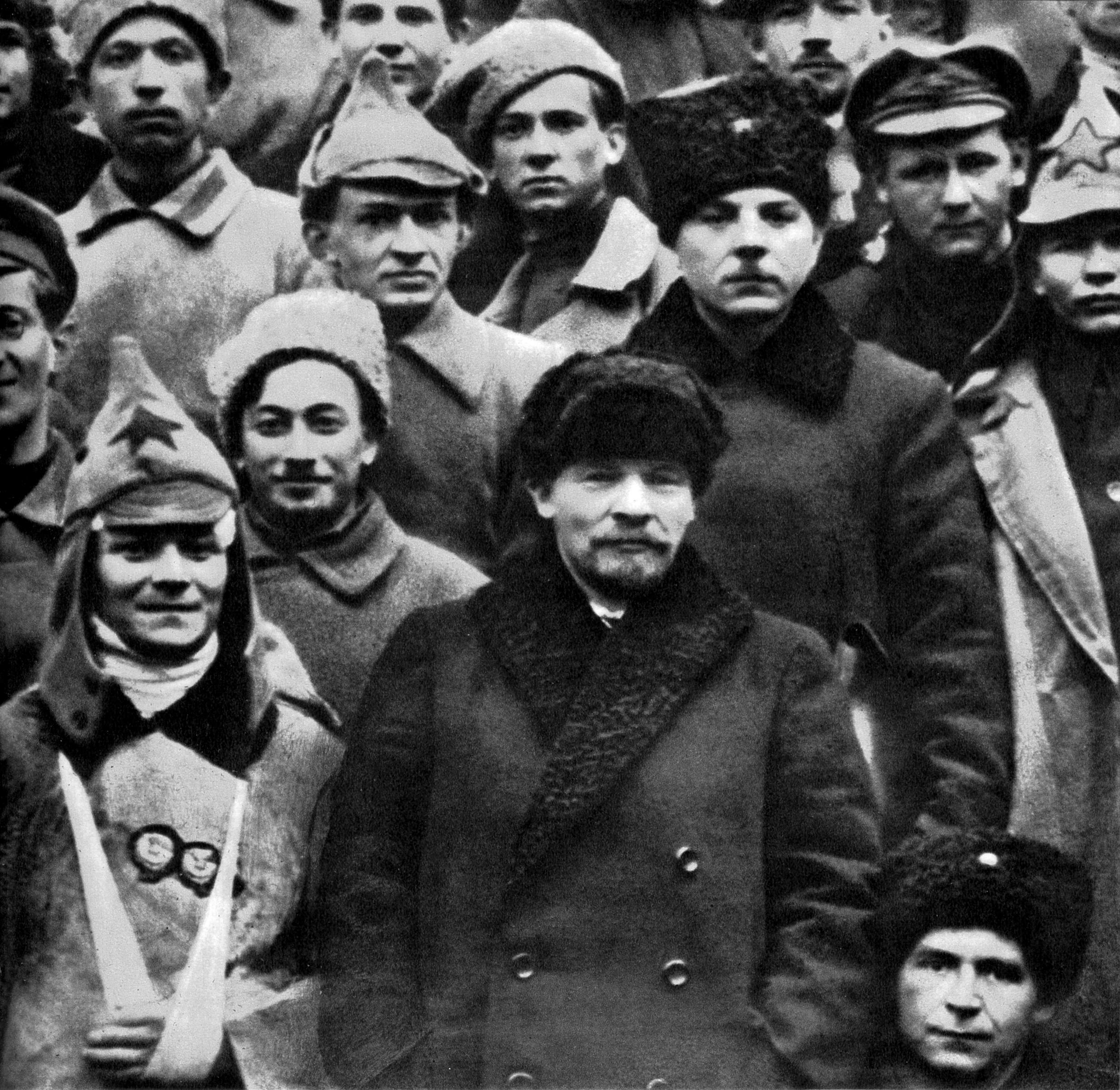
В. И. Ленин и К. Е. Ворошилов среди делегатов X съезда РКП(б), участвовавших в подавлении Кронштадтского мятежа. Слева с подвязанной рукой — Р. П. Хмельницкий

Родился в  Кременчуге Полтавской губернии в еврейской семье. В Русской императорской армии с октября 1916 года. Проходил службу рядовым в 5-м запасном артиллерийском дивизионе. Окончил учебную команду разведчиков в 1917 году, с апреля 1917 года воевал на Юго-Западном фронте Первой мировой войны в  составе 46-й артиллерийской бригады. В начале 1918 года демобилизовался в чине младшего унтер-офицера.
В Красной Армии с января 1919 года. В январе 1919 года назначен секретарём уездного военкомата в Кременчуге, с апреля — начальник конных и пеших отрядов Кременчугской милиции, затем комендант станции Знаменка. С июня 1919 года — представитель ЧК по расквартированию войск Красной Армии. В декабре 1919 — январе 1920 года находился в подполье, затем был политработником Агитационного отдела Харьковского губернского военкомата, с мая 1920 года — секретарь члена Реввоенсовета 1-й Конной армии. Участвовал в боях с поляками, войсками генералов А. И. Деникина и П. Н. Врангеля на Юго-Западном и Южном фронтах, а также против повстанцев на Украине. В марте 1921 года принял участие в подавлении Кронштадтского мятежа, получив ранение в руку. С июня 1921 года — исполняющий должность адъютанта командующего войсками Северо-Кавказского военного округа К. Е. Ворошилова.
В октябре 1922 года направлен на учёбу в подготовительную группу при Военной академии РККА, затем учился в Военной академии РККА им. М. В. Фрунзе и окончил её в 1926 году. По окончании её в июле 1926 года назначен командиром роты (стажёром) 32-го стрелкового полка 11-й стрелковой дивизии Ленинградского военного округа. С июля 1927 года — помощник начальника 1-го отделения штаба МВО, затем командир и комиссар 2-го стрелкового полка Московской Пролетарской стрелковой дивизии.
С августа 1929 года — офицер для особых поручений при наркоме по военным и морским делам СССР К. Е. Ворошилове. В июне 1930 года вновь вернулся в Московскую Пролетарскую стрелковую дивизию и назначен командиром и комиссаром 1-го стрелкового полка, с апреля 1931 года — помощник командира, а с 15 ноября 1931 года — командир этой дивизии. С декабря 1934 года — офицер для особо важных поручений при наркоме по военным и морским делам СССР, с января 1935 года — адъютант наркома обороны СССР. После замены Ворошилова на посту наркома оборона на С. К. Тимошенко в июне 1940 года назначен командиром 34-го стрелкового корпуса СКВО. В мае 1941 года армия и корпус начали передислокацию в Киевский Особый военный округ.

Могила с памятником Р. П. Хмельницкого на Новодевичьем кладбище (18 декабря 2009 года).

С началом Великой Отечественной войны продолжал командовать этим корпусом в составе 19-й армии резерва Ставки ВГК. В июле 1941 года корпус в составе этой же армии был переподчинен Западному фронту и вступил в тяжёлые оборонительные бои на витебском направлении, затем участвовал в Смоленском сражении — во фронтовом контрударе в районе Витебска. В связи с невыполнением приказа по организации наступления с целью освобождения Смоленска в конце июля был отстранён от должности и направлен в распоряжение Военного совета Волховского фронта. Как отмечалось позднее в аттестации, «…несмотря на прекрасную теоретическую подготовку, хорошее общее образование, должного опыта в командовании крупными стрелковыми частями и объединениями не имел, в сложных условиях оборонительного боя с управлением не мог справиться. Во время стремительного наступления немецко-фашистских войск, действуя на широком фронте, Хмельницкий не сумел сосредоточить основные силы на главных направлениях, по которым устремились вражеские войска. Генерал-лейтенант Хмельницкий не принял всех мер к улучшению командования, обстановку знал не достаточно хорошо». В сентябре 1941 года был тяжело ранен и направлен на лечение.
По излечении, с июля 1942 года находился в распоряжении члена Государственного комитета обороны СССР, заместителя председателя СНК СССР Маршала Советского Союза К. Е. Ворошилова. С сентября 1942 года — начальник Управления снабжения Центрального штаба партизанского движения, с декабря — для особых поручений при заместителе наркома обороны Маршале Советского Союза Б. М. Шапошникове. С апреля 1943 года — начальник Центральной выставки образцов трофейного вооружения в Москве.
После войны в июне 1946 года «за злоупотребления» был освобождён от должности и направлен в распоряжение сначала ГУК НКО СССР, затем командующего артиллерией Красной Армии. С апреля 1947 года — управляющий делами Академии артиллерийских наук МО СССР, с февраля 1948 — в распоряжении Главного управления кадров Министерства вооружённых сил СССР. С марта 1948 года — в запасе.
Жил в Москве. Умер 9 января 1964 года и похоронен на Новодевичьем кладбище.

## Воинские звания
- комдив — 20 ноября 1935 года
- комкор — 22 февраля 1938 года[2]
- генерал-лейтенант — 4 июня 1940 года

## Награды
- Орден Ленина (21.02.1945);
- Три ордена Красного Знамени (23.03.1921, 1923, 3.11.1944);
- Орден Отечественной войны I степени (25.09.1944);
- Два ордена Красной Звезды (27.03.1934, 22.02.1938);
- Медаль «За оборону Ленинграда»[3];
- Другие медали СССР.

## Семья
- Жена: Вера Ивановна Кучканова-Хмельницкая (1901, Казань — 1974, Москва) — купеческая дочь, детство прошло в Самаре. Окончила Гнесинское училище. До войны и в годы Великой Отечественной войны работала директором столовой Генерального штаба РККА (также в эвакуации в Куйбышеве), в годы советско-финской войны 1939 г. — директор столовой на финском фронте. В 1948 году арестована органами МГБ, приговорена к 10 годам исправительно-трудовых лагерей, освобождена осенью 1953 года.
  - Сын: Артём (16.06.1928, Москва — 25.06.2005) — учился в школе № 175 г. Москвы, был арестован 23.07.1943 года, как участник нацистской организации школьников «Четвёртый рейх», получил год ссылки. Проходил службу на Тихоокеанском флоте, капитан 3-го ранга ВМФ СССР, командир БЧ—5. После эмиграции сестры Натальи в США был уволен в запас, работал начальником военной приёмки завода «Компрессор».
  - Дочь: Наталья. Была замужем за сценаристом Юрием Киршоном, сыном драматурга В. М. Киршона. Эмигрировала в США, близкая подруга С. И. Аллилуевой.